# Ottaedro
In geometria solida, l'ottaedro è un poliedro con otto facce triangolari. L'ottaedro regolare è uno dei cinque solidi platonici, le cui facce sono triangoli equilateri. Ha sei vertici e dodici spigoli.

## Area e volume
L'area {\displaystyle A} di superficie e il volume {\displaystyle V} dell'ottaedro regolare il cui spigolo ha lunghezza {\displaystyle a} e la diagonale ha lunghezza {\displaystyle d=a{\sqrt {2}}} sono date da:
{\displaystyle A=2{\sqrt {3}}a^{2}\approx 3,46410162a^{2};}
{\displaystyle V={1 \over 6}d^{3}={\frac {1}{3}}{\sqrt {2}}a^{3}\approx 0,471404521a^{3}.}
Il volume è 4 volte quello di un tetraedro regolare con spigoli di lunghezza {\displaystyle a}, mentre l'area di superficie è il doppio (poiché è formata da 8 triangoli equilateri, contro i 4 del tetraedro)
L'angolo diedrale dell'otteadro regolare è
{\displaystyle \arccos \left(-{\frac {1}{3}}\right)\approx 109,47122^{\circ },}
dove {\displaystyle \arccos } è la funzione arcocoseno.

## Coordinate cartesiane
Un ottaedro regolare nello spazio euclideo {\displaystyle \mathbb {R} ^{3}} può essere traslato in modo da avere il centro nell'origine, e dopo opportune rotazioni e similitudine ha i 6 vertici in
{\displaystyle (\pm 1,0,0),}
{\displaystyle (0,\pm 1,0),}
{\displaystyle (0,0,\pm 1).}

## La costruzione di Euclide

Fig. 1: determinazione dello spigolo AC dell'ottaedro inscritto nella sfera di diametro AB

Fig. 2: costruzione dell'ottaedro

Nel libro XIII dei suoi Elementi, Euclide descrive il metodo per inscrivere un ottaedro regolare in una sfera di diametro dato. La costruzione descritta da Euclide è la seguente:
Sia {\displaystyle AB} (vedi Fig. 1) il diametro della sfera data; si trovi il suo punto medio {\displaystyle D} e si tracci un semicerchio di centro {\displaystyle D} e raggio {\displaystyle DA}. Si alzi la perpendicolare da {\displaystyle D}, determinare il punto {\displaystyle C} sulla circonferenza e infine si congiungano i punti {\displaystyle AC} e {\displaystyle CB}.
Si replichi la stessa costruzione sui tre piani passanti per {\displaystyle AB} con angolo diedro di 90°, 180° e 270° rispetto al piano iniziale (Fig. 2). Si traccino infine le congiungenti fra i punti {\displaystyle CE,EF,FG} e {\displaystyle GC}.
È chiaro che i vertici {\displaystyle A,C,E,F} e {\displaystyle G} si trovano sulle semicirconferenze costruite sul diametro {\displaystyle AB}, quindi si trovano tutti sulla superficie della sfera di pari diametro. Per costruzione gli spigoli che partono dai vertici {\displaystyle A} e {\displaystyle B} sono uguali fra loro; ma anche gli spigoli {\displaystyle CE,EF,FG} e {\displaystyle GC} hanno la stessa lunghezza: infatti tutti gli spigoli dell'ottaedro risultano essere ipotenusa di un triangolo rettangolo i cui cateti sono raggi della sfera.
Per quanto riguarda il rapporto fra diametro della sfera spigolo dell'ottaedro inscritto, per il teorema di Pitagora il quadrato costruito sullo spigolo è doppio del quadrato costruito sul raggio della sfera; di conseguenza il quadrato costruito sul diametro è doppio del quadrato costruito sullo spigolo.

## Poliedro duale
Il poliedro duale dell'ottaedro regolare è il cubo.

## Simmetrie
L'ottaedro ha 24 simmetrie rotazionali, cioè che preservano l'orientazione dello spazio, più altre 24 simmetrie che non la preservano. Il gruppo di simmetria dell'ottaedro consta quindi di un totale di 48 elementi.
Il sottogruppo dato dalle 24 rotazioni è isomorfo al gruppo {\displaystyle S_{4}} delle permutazioni di 4 elementi. Vi è infatti esattamente una rotazione che realizza ogni possibile permutazione delle 4 coppie di facce opposte.
Il gruppo totale di simmetria è isomorfo al prodotto {\displaystyle S_{4}\times \mathbb {Z} /2\mathbb {Z} } di {\displaystyle S_{4}} con un gruppo ciclico con 2 elementi.

## Tassellazioni

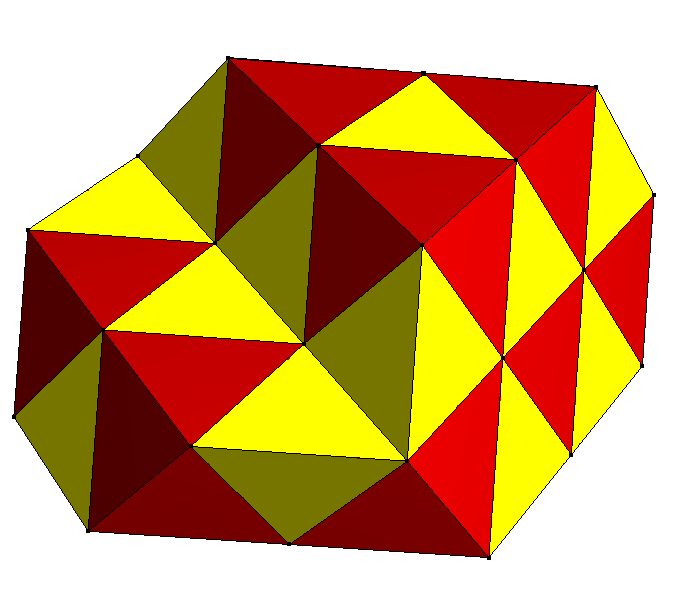
Una tassellazione dello spazio con ottaedri e tetraedri.

Dettaglio della tassellazione.

L'ottaedro regolare non genera da solo una tassellazione dello spazio, perché i suoi angoli diedrali non sono divisori di 360°. Ne genera una però in combinazione con il tetraedro, come mostrato in figura.